# グレタ・トゥーンベリ
- グレタ・トゥンベリ
- グレータ・トゥンベリ
- グレータ・トゥーンベリ

グレタ・エルンマン・トゥーンベリ（スウェーデン語: Greta Ernman Thunberg グリエタ・アーンマン・トゥーンバーリ [²ɡreːta ¹æːɳman ²tʉːnbærj] ( 音声ファイル) ( 音声ファイル2); 2003年1月3日 - ）は、スウェーデンの環境活動家である。

## 来歴
トゥーンベリは、2003年1月3日ストックホルム生まれ。著名なオペラ歌手のマレーナ・エルンマンと俳優スヴァンテ・トゥーンベリ の娘である。彼女の父方の祖父は俳優兼監督のオロフ・トゥーンベリである。
2011年に気候変動について初めて知る。なぜ気候変動の対策がほとんど行われていないのか理解できなかったため、落ち込んで無気力になり、その後自閉症スペクトラム障害、強迫性障害 (OCD) および選択的無言症と診断された。彼女は、その診断は「以前は私を制限していた」ことを認め、自閉症スペクトラム障害を病気とは見なさず、代わりに「スーパーパワー」と呼んでいる。
その後約2年間、家族に対して、菜食主義になりアップサイクリングを行い飛行機に搭乗しないことによってカーボンフットプリントを下げるよう、強く要求した。「両親の最終的な反応とライフスタイルの変化が、彼女が人々に変化をもたらすことができるという希望と信念を与えたと信じている」と語った。
2018年後半に、学校での気候変動のデモとスピーチを開始した。彼女が授業を欠席することについて、教師たちの中で見解が分かれている中、「人々は私がやっていることは良いと思っているが、教師はやめるべきだと言う」と彼女は語っている。
2019年5月に気候変動への抗議スピーチ集「変化をもたらすために未熟すぎるなんてことはない（No One Is Too Small to Make a Difference）」を出版し、収益を慈善団体に寄付した。気候行動を要求する最初のスピーチの一つで、選択的無言症について、トゥーンベリが「必要なときだけ話す」ことを意味すると説明した。2019年、イギリスのバンド The 1975 のテーマソングである「The 1975」のリリースのためにナレーションを提供し、「 だから、そこにいるみんな、今は市民の不服従の時です。反抗する時です」と締めくくった。 収益はトゥーンベリの要請に応じてエクスティンクション・レベリオンに渡されることになった。
2019年6月トゥーンベリは学校を休学、世界各地を回って環境保護を訴える活動を続けた後、2020年復学している。
2023年6月9日、高校を卒業。同日、最後の「学校ストライキ」を行ったと発表した。高校卒業に伴い、学生としての抗議行動は251週目で終了となった。

## 人物
グレタ・トゥーンベリは、2018年8月、15歳の時にスウェーデン語で「気候のための学校ストライキ」という看板を掲げて、より強い気候変動対策をスウェーデン議会の前で呼びかけを行ったことで名が知られるようになった。他の学生も自分のコミュニティで同様の抗議活動に参加し、「未来のための金曜日 (Fridays for Future)」の名前で気候変動学校ストライキ (School Climate Strike) 運動が組織された。トゥーンベリが2018年の国連気候変動会議で演説して以降、学生ストライキは毎週世界で行われた。2019年は、それぞれ100万人以上の学生が参加する少なくとも2つの協調した複数都市でのプロテストがあった。
トゥーンベリは、公共の場で政治家、議会に対しての率直で事実に即したスピーチで知られ、気候変動の危機に立ち向かうため、すぐさま行動を始めるように呼び掛けている 。両親に飛行機旅行を断念させたり肉を食べないよう説得するなど、日常生活でも二酸化炭素排出量の少ないライフスタイルを実践している。
名声の獲得により彼女は世界的なリーダーとなり、また批判的な層の標的となった。2019年5月、トゥーンベリはTime誌の表紙に取り上げられ、多くの人が彼女を「次世代のリーダー」のロールモデルと見なしている。トゥーンベリと学校ストライキ運動は、Vice誌による30分間のドキュメンタリー「 Make the World Greta Again 」でも取り上げられた。一部のメディアは、彼女の世界舞台への影響を「グレータ・トゥーンベリ効果」と表現した。
2025年に行ったガザ地区住民を支援する航海（後述）に参加した際には、イスラエル国防相から「反ユダヤ主義のグレタ」と評された。また、この件を通じてアメリカ合衆国大統領であるドナルド・トランプからは、「彼女は奇妙な人物だ。若く、怒りに満ちている」とした上で「彼女はアンガーマネジメントの教室に通うべきだ」とするコメントが出された。

## 大西洋横断航海
2019年8月に、英国のプリマスから米国のニューヨークまで、ソーラーパネルと水中タービンを備えた60フィートのレーシングヨットで大西洋を渡ったが、実際はヨットをヨーロッパへ戻すために数人の乗組員が飛行機でニューヨークへ飛び、ヨットの共同船長は飛行機でヨーロッパへ戻った。
航海は2019年8月14日から28日まで15日間続いた。アメリカ大陸にいる間、ニューヨークで国連気候変動サミットに出席し、12月にスペインで開催された第25回気候変動枠組条約締約国会議 (COP25) に出席した。
一方で、スタッフや船長は航空機で帰国すると言う矛盾した行動も報じられた。

## 気候変動のための学校ストライキ

### インスピレーション

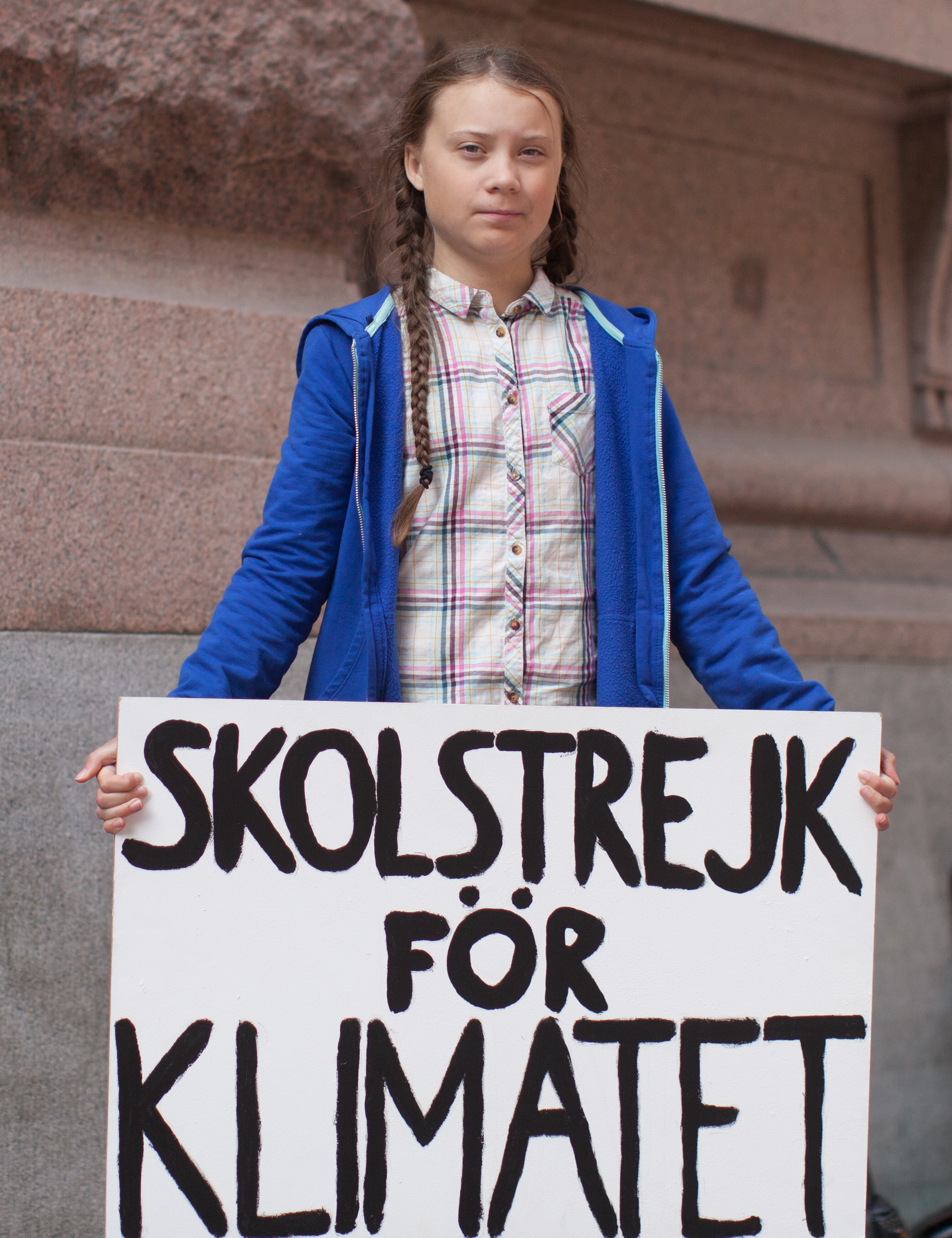
スウェーデン議会の前で、「Skolstrejk för klimatet」（ 気候のための学校のストライキ ）サイン、ストックホルム 、2018年8月

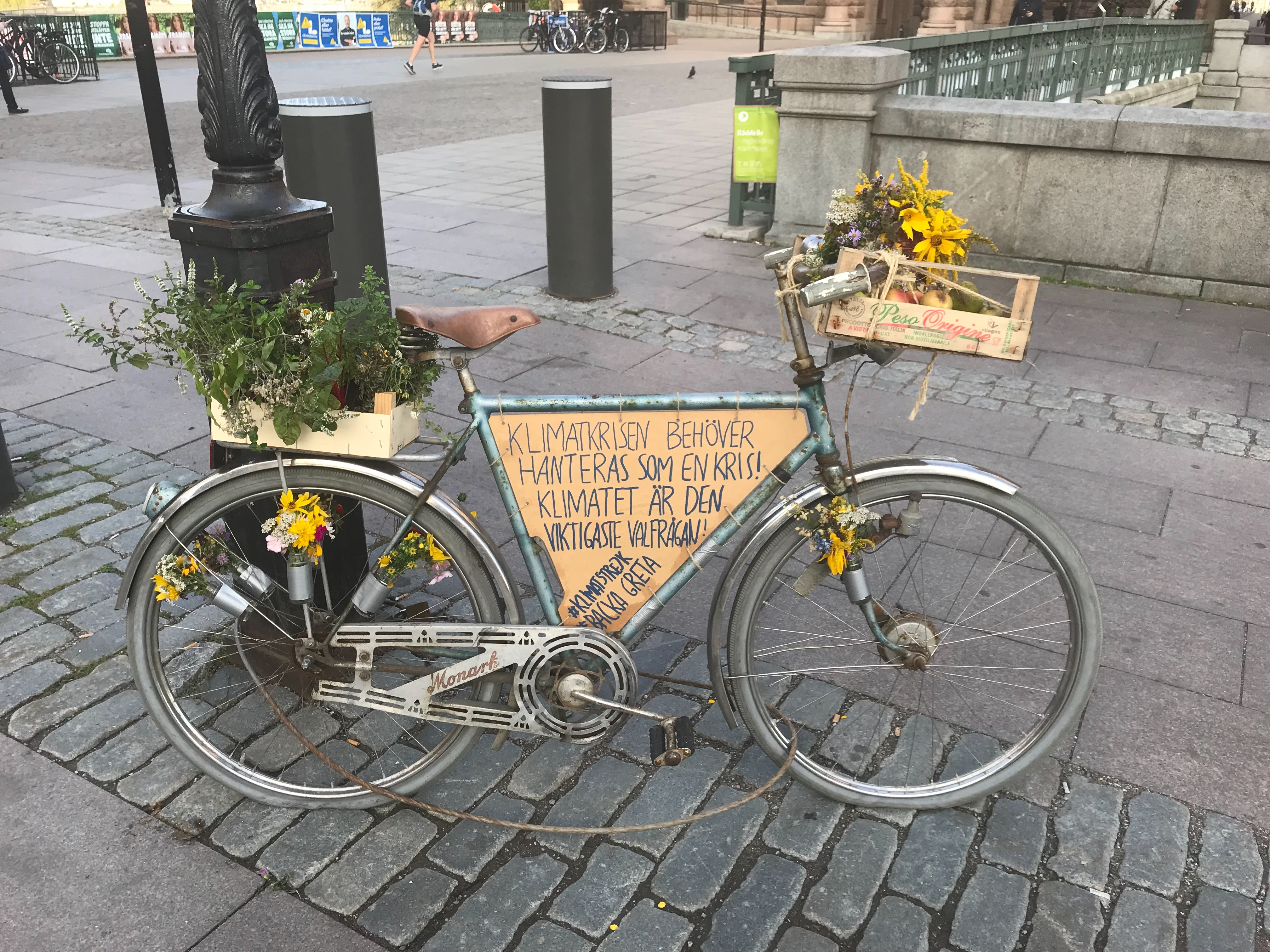
「気象危機は危機ととして扱わなければならない！気候問題は選挙の最大の争点である！」と書かれたグレタ・トゥーンベリの自転車（2018年9月11日、ストックホルムにて）

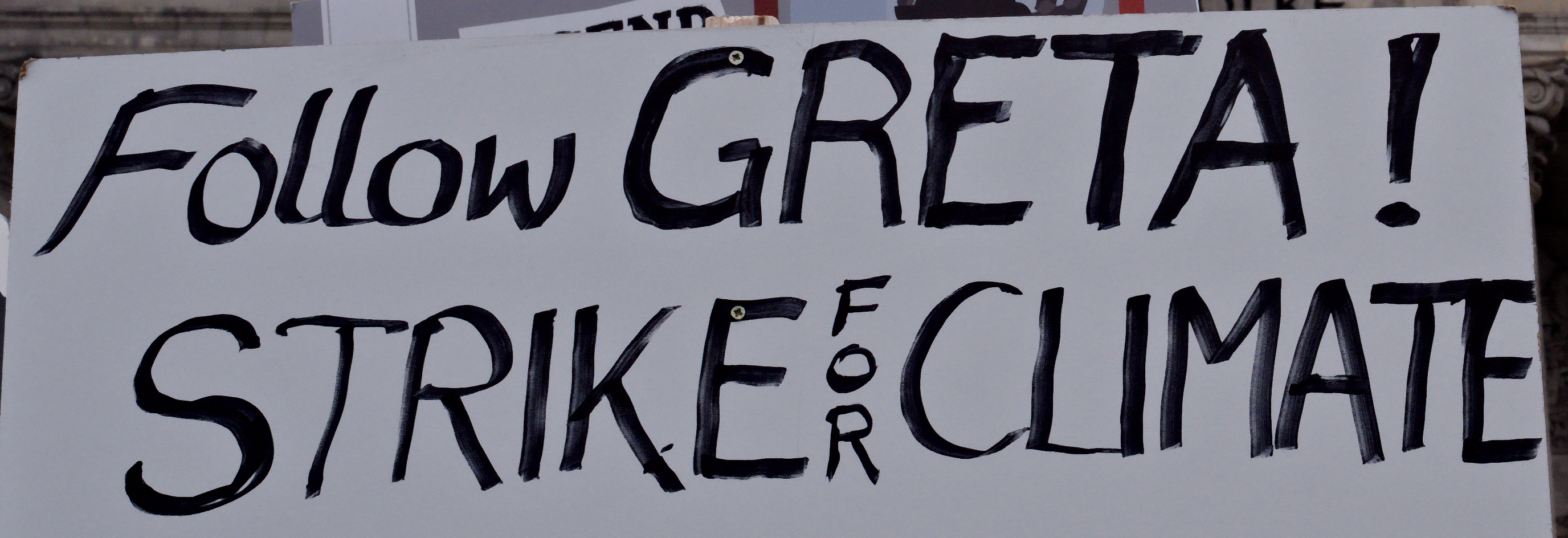
「グレタに続け！気候のためのストライキ！」と書かれたプラカード（2018年12月14日、ベルリンにて）

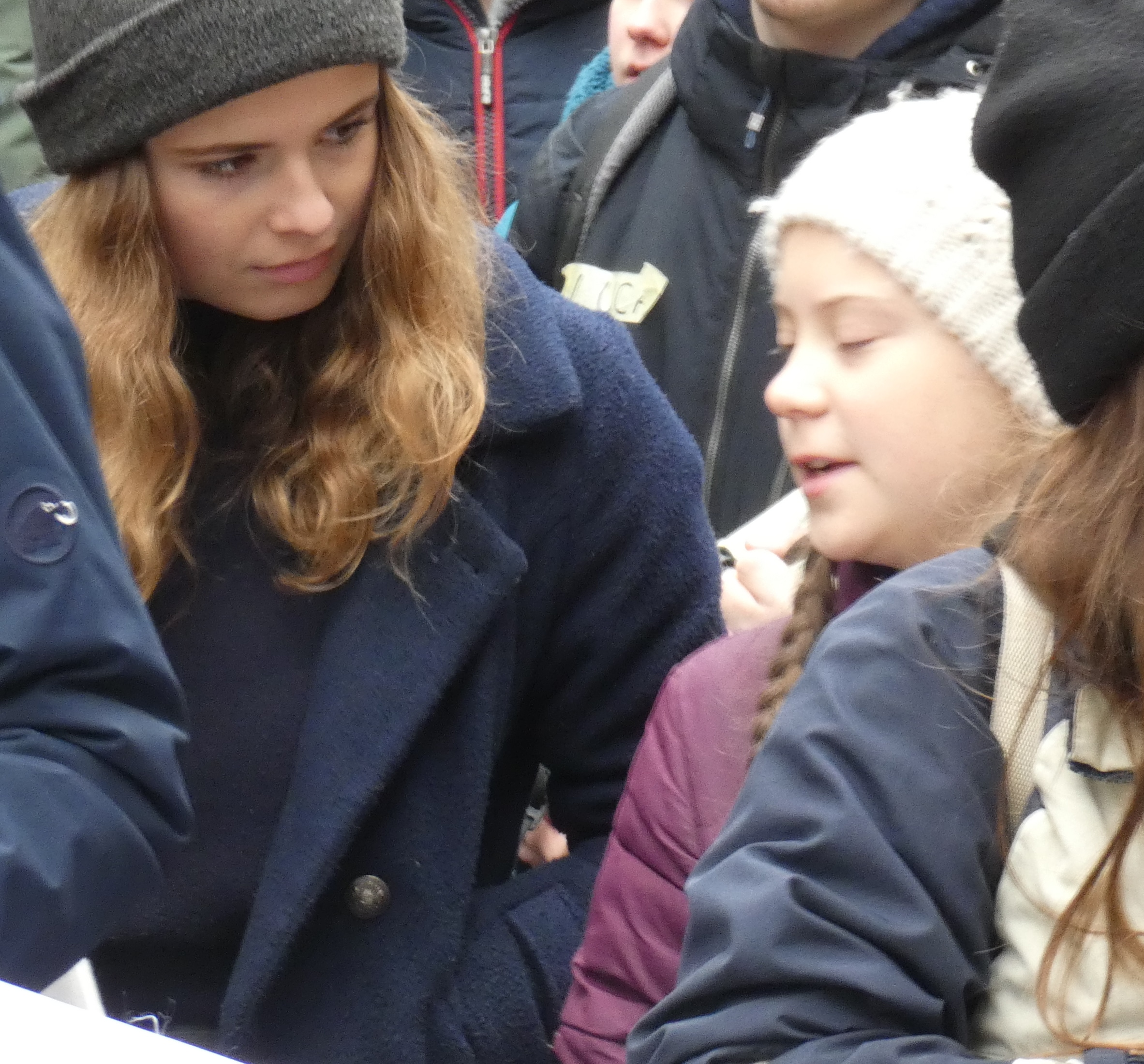
トゥーンベリとドイツの環境活動家ルイサ・ノイバウアー（2019年3月1日、ハンブルクにて）

「デモクラシー・ナウ!」のエイミー・グッドマンとのインタビューでトゥーンベリは、2018年2月に米国の学校で銃乱射事件が発生して数人の若者が学校に戻ることを拒否したため、最初に気候変動のストライキのアイデアを得たと述べた。フロリダ州パークランドにあるマージョリーストーンマンダグラス高校のこれらの10代の活動家は、銃規制の強化を支援するために「私たちの生活のための行進（March for Our Lives）」を組織した 。
2018年5月、トゥーンベリはスヴェンスカ・ダーグブラーデット主催の気候変動エッセイ大会で優勝した。その一節において、彼女は「私は安心したい。私たちが人類史上最大の危機にあることを知っているのに、どうして安心できますか?」と書いている。この新聞が彼女の記事を発表した後、彼女は気候変動について何かをすることに興味のあるFossil Free DalslandのBo Thorenから連絡を受けた。トゥーンベリはいくつかの会議に出席し、そのうちの1つで、Thorenは学生が気候変動のためにストライキをすることもできると提案した。
トゥーンベリは他の若者を巻き込んで説得しようとしたが、「誰も全然興味を持たなかった」ので、結局、彼女は自分でストライキを進めることにした。

### 始まり
2018年8月20日に、中学3年に進級したばかりのトゥーンベリは、9月9日の2018年スウェーデン総選挙まで学校に出席しないことにした。
彼女の抗議は、少なくとも262年ぶりのスウェーデンの最も暑い夏の猛暑と山火事の後に始まった。
彼女の要求は、スウェーデン政府がパリ協定に従って二酸化炭素排出量を削減することであり、彼女は学校の時間中に3週間、毎日Skolstrejkförklimatet （気候変動のための学校のストライキ）でスウェーデン議会の外に座って抗議した。彼女はまた、「あなたの大人が私の未来を台無しにしようとしているので、私はこれをしている」と述べたリーフレットを配った。

### ソーシャルメディアの役割
トゥーンベリは彼女のオリジナルのストライキ写真をInstagramとTwitterに投稿し、他のソーシャルメディアアカウントはすぐに彼女の動機を取り上げた。スウェーデンの気候変動に焦点を当てたソーシャルメディア企業、We Don't Have Time （WDHT）の創設者であるIngmar Rentzhogによると、彼女のストライキはフリーランスのカメラマンと出会い、彼がトゥーンベリの写真をFacebookページとInstagramアカウントに投稿した後、世間の注目を集め始めた。彼は英語でビデオを作成し、同社のYouTubeチャンネルに投稿し、視聴回数は約88,000回になった。フィンランドの代表的な銀行であるノルデアは、200,000人以上のフォロワーに対するトゥーンベリのツイートの1つを引用した。トゥーンベリのソーシャルメディアプロフィールは、1週間も経たないうちに地元の記者を引き付け、国際的に報道された。
総選挙後、トゥーンベリは金曜日にのみストライキを続けた。彼女は世界中の学校の生徒に学生ストライキに参加するよう促した。2018年12月現在、20,000人以上の学生が少なくとも270の都市でストライキを行っている。
2018年10月以降、トゥーンベリの行動主義は、単独抗議からヨーロッパ全体のデモへの参加に発展した。有名なスピーチをいくつか行い、ソーシャルメディアプラットフォームで増え続けるフォロワーを動員した。2019年3月までに、彼女は毎週金曜日にスウェーデン議会の外で定期的に抗議活動を行っていた。彼女の活動は学業に影響していないが、自由時間はあまりない。

### 支持
2019年2月、224名の学者がストライキを支持するオープンレターに署名し、彼らは自分たちの声を聞いたトゥーンベリとストライキを続ける学生の行動に触発されたと述べた。国際連合事務総長のアントニオ・グテーレスは、「私の世代は気候変動の劇的な課題に適切に対応できていない。これは若い人たちに深く感じられている。彼らが怒っているのも不思議ではありません」と認め、トゥーンベリによって始められた学生ストライキを支持した。
2019年3月、ドイツ連邦報道会議でも、気候変動に対するトゥーンベリら学生の抵抗運動を支持する「未来のための科学者（Scientist for Future）」声明が、マーヤ・ゲーペルらの連名で発表された。
2019年6月、トゥーンベリは、テレビ会議で史上最年少の米下院議員であるアレクサンドリア・オカシオ＝コルテスと話した。アレクサンドリア・オカシオ=コルテスは、2019年2月に米国下院にグリーンニューディール法案を提出した。彼らは、若いために自分の意見が真剣に受け止められていない時の気持ちと、どのような戦術が実際に機能するかについて話し合った。
国連事務総長のアントニオ・グテーレスは、2019年5月にニュージーランドで開催されたイベントで講演し、彼の世代は「気候変動との戦いに勝っていない」と述べ、「地球を救う」のは若者次第だと述べた。

## トゥーンベリのメッセージ
トゥーンベリは2018年に15歳でスウェーデン議会の外で抗議を始めたとき、2つのシンプルなメッセージを持っていた。「気候変動のための学校ストライキ」と書いたサインと「大人が私の未来を台無しにしようとしているので私はこれをしている」と書いたリーフレットを渡していた。彼女の抗議が勢いを増すと、彼女はさまざまなフォーラムでスピーチをするように招待され、それによって彼女はその懸念を広げることができた。これまでのところ、彼女は4つの織り交ぜられたテーマを支持してきた。トゥーンベリは、地球温暖化によって引き起こされた危機は非常に深刻であるため、人類は生存の危機に直面しており、「私たちが知っているような文明を終わらせる可能性が最も高い」と主張しており、彼女は、「あなたは私たちの未来を盗んでいる」などの声明で、現在の世代の大人に責任を負わせている 。彼女は、気候危機が彼女のような若者に与える影響について特に懸念している。ロンドンの議会では、彼女は「あなたは私たちに嘘をついた。あなたは私たちに虚偽の希望を与えた。あなたは私たちに未来は待ち望むものだと言った」と話した。トゥーンベリはまた、気候変動問題を解決するためにこれまでほとんど何も行われていないため、目を覚まして変化を起こす必要があると述べている。彼女は「状況はとても悲惨であり、私たちは皆パニックに陥るべきである」と発言している。彼女は、2019年に「IPCC（気候変動に関する政府間パネル）によると、私たちは間違いを取り消すことができなくなるまでに12年もかかりません」と指摘し、政治家や意思決定者は、科学者に耳を傾ける必要があると感じている。
トゥーンベリは、彼女の懸念を強調するために画像的な例えを使用し、ビジネスと政治の指導者に率直に語り、しばしば彼らの行動の欠如について彼らを叱咤している。たとえば、彼女はダボスの著名なビジネスおよび政治指導者のパネルに、「今日ここにいるあなたの多くは、その人々のグループに属していると思います」と語っている。彼女は続けて「あたかも家が燃えているかのように振舞ってほしい—それは実際そうだからだ」と述べている。2018年10月のロンドンで彼女は、「私たちはこれまで危機として扱われたことのない、今までに差し迫った前例のない危機に直面しており、指導者達は子供のように振る舞っている」と述べている。
トゥーンベリは、パリ協定の一環として地球温暖化を1.5°Cに制限するためにさまざまな政府が採用した戦略は不十分であり、温室効果ガス排出曲線は2020年までに急激に低下し始める必要があると指摘している 。2019年1月、彼女は英国議会に、英国は「排出量を減らす」という観点から話すことをやめ、「排出を無くす」という観点から考え始める必要があると語った。2019年2月、彼女は欧州経済社会評議会において 、EUは2030年までに二酸化炭素排出量をパリで設定した40％の目標の2倍である80％削減しなければならないと述べた 。
トゥーンベリの主なテーマは、誰もが科学に基づいて団結する（Unite Behind the Science）必要があるということである。彼女は、誰もが科学者に耳を傾け、事実を認めれば、「私たち（学生）は全員学校に戻ることができる」と言っている。トゥーンベリは大西洋を横断して国連があるニューヨーク市へ向かう旅の一部を、カーボンニュートラルヨットで旅をした。ヨットの帆に大文字で飾られたのは、「科学に基づいて団結する (Unite Behind the Science)」という言葉であった。
ニューヨークに到着した後の彼女の最初の声明の1つにおいて、彼女はドナルド・トランプに対しても同様のメッセージを持っており、彼に「科学に耳を傾ける」よう警告した。トランプとは後に国連で行われた気候行動サミットで、サミット会場入り直後の短時間だけ同じ場に居合わせた。その際にはグレタのそばを側近と通り過ぎるトランプを、グレタが睨みつける様子が見られた。トランプはこのサミットで行われたグレタの演説動画を引用して、「彼女はとても幸せな少女に見える、明るく素晴らしい未来を心待ちにしているようだ。見ていて何とも気持ちがいい！」と投稿した。グレタは自身のツイッターのプロフィールを「明るく素晴らしい未来を心待ちにしているとても幸せな少女」に替え、トランプのツイートへ言い返した。
個人としては原子力発電所（原発）には反対しており、原子力発電の危険性などについて認識しているものの、一方でIPCCに基づいて原発は脱炭素社会エネルギーにおける大きな解決策の一つとなることを認めており、既に稼働済みの原発を石炭火力発電所に置き換えることに否定的な見解を2022年10月に行われたドイツ・ARDとのインタビューで明らかにしている。
最近はCOP26について、
「私たちは一つの手段でそれに近づける技術的な解決策を持ち合わせていない。私たちは社会を根本的に変革する必要がある。これは指導者がこの危機について繰り返し言及するのに失敗してきた不愉快な結果だ。気候や生態系の危機は真空の中で存在しているのではなく、他の危機と直接、結び付いている」、「気候と生態系の危機はもちろん無関係に存在しているわけではない。植民地主義以降に逆上る他の危機や不正と直接結びついている。ある人は他の人よりも価値があり、それゆえに他の人を盗み、他の人を搾取し、盗む権利があるという考え方に基づく危機だ。根本的な原因を解決せずに、この危機を解決できると考えるのは甘すぎる」
などと、反資本主義的立場を明確にするようになった、。

## 影響

### 「グレタ効果」

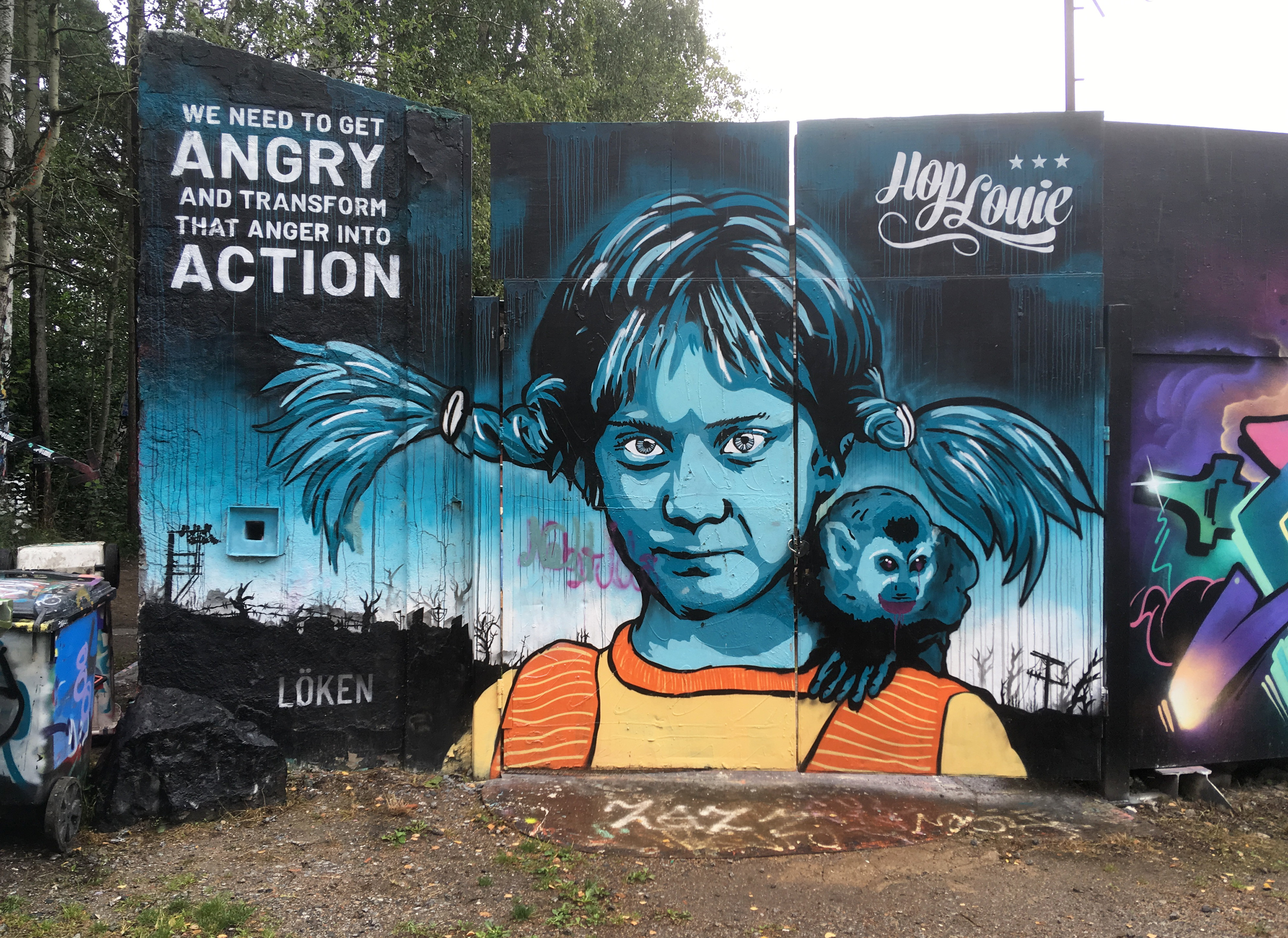
トゥーンベリのグラフィティ

トゥーンベリは、「グレータ・トゥーンベリ効果」と呼ばれるもので多くの学生に影響を与えた。彼女の率直な姿勢に応えて、さまざまな政治家も気候変動に重点的に取り組む必要があることを認めている。
英国の環境担当大臣マイケル・ゴーヴは、「私があなたの話を聴いたとき、大きく感嘆しましたが、責任と罪悪感も感じました。私はあなたの両親の世代であり、気候変動と私たちが生み出した広範な環境危機に対処するのに十分な努力をしていないことを認識しました」と述べている。2008年の気候変動法の導入を担当した英国の労働党政治家エド・ミリバンドは 、「あなたは私たちの目を覚ました。私達は感謝している。ストライキを行ったすべての若者たちは、私たちの社会を映し出しています......あなたは私たちに本当に重要な教訓を教えてくれました。あなたは群衆から際立っていました」と述べている。
2019年6月、英国のYouGovの世論調査は、トゥーンベリとエクスティンクション・リベリオン が「否定のバブルを打ち破った」ため、環境に対する国民の関心が英国の記録的なレベルに急上昇したことがわかった。
2019年8月、気候変動危機に対処するために出版されている子ども向けの本の数が倍増し、そのような本の売り上げも同様に増加したことが報告された。出版社は、これを「グレータ・トゥーンベリ効果」に起因すると考えた。
トゥーンベリに触発され、米国の裕福な慈善家と投資家は、エクスティンクション・リベリオンと学校ストライキグループが気候変動緊急基金を設立するのを支援するために、約50万ポンドを寄付した。慈善家の1人であるTrevor Neilsonは、3人の創立者が、今後数週間と数ヶ月でさらに「100倍」寄付するために、世界の超富裕層の友人と連絡をとることになるだろうと語った。
2019年2月、トゥーンベリは当時の欧州委員会委員長であったジャン＝クロード・ユンケルと共に登壇し、その中で彼は「2021年から2027年までの会計年度では、EU予算の1/4が気候変動を緩和するための活動に向かうだろう」と要点を述べた 。気候変動問題は2019年5月の欧州議会選挙で重要な役割を果たした。緑の党は史上最高の獲得議席を記録し、議席数が52から72に大きく増えた。獲得議席の多くは、若者がトゥーンベリに触発され、ストリートに抗議に出ていった北欧の国々からもたらされた。
2019年6月、スウェーデン鉄道 (SJ) は、国内旅行のために列車に乗るスウェーデン人の数が前年より8％増加したことを報告した。これは、トゥーンベリが国際会議へ向かう際に飛行機への搭乗を拒否したことでハイライトされることとなった、多大な二酸化炭素排出をもたらす飛行機の影響についての一般の関心の高まりを反映している。その環境への影響のために飛行機に乗ることを恥ずかしく思うことは、ハッシュタグ＃jagstannarpåmarken（#私は地上に留まる、という意味）と一緒にソーシャルメディアで「フライグスカム（flygskam）」または「飛び恥」と説明されている。

## 受賞
グレータ・トゥーンベリは2018年5月にスヴェンスカ・ダーグブラーデットが開催した若者対象の気候に関するディベートコンテストで優勝した。また、電力会社テルテ・エネルギの持続可能な開発を推進する若者を対象にした賞である「Children's Climate Prize」にノミネートされたが、ファイナリストはストックホルムまで飛行機で行かなければならないため受賞できなかった。同年11月、Fryshuset scholarship of the Youn Role Model of the Yearを受賞した。12月、タイムの2018年世界で影響力のある未成年25人の1人に選出された。2019年、国際女性デーを記念して、スウェーデンで最も重要な女性に選ばれた。この賞はイニジオ研究所がアフトンブラーデット新聞の代理で行っている調査に基づいている。3名のノルウェー人弁護士が2019年のノーベル平和賞に推薦した。2019年3月31日、ドイツのゴールデン・カメラ・アワードのSpecial Climate Protection賞を受賞した。2019年9月25日には「ライト・ライブリフッド賞」を受賞した。
2020年7月20日、ポルトガルのカルースト・グルベンキアン財団のグルベンキアン人道賞を受賞し、賞金として100万ユーロが授与された。

## 騒動
トゥーンベリによる学校ストライキが勢いを増した後、彼女は信用出来ないという声があった一方で、知名度を利用して利益を得ようとする人達も出現した。2018年末、We Don't Have Time Foundation (WDHT)設立者のイングマール・レンツホグはトゥーンベリを無給のユースアドバイザーとして招聘し、また彼女の名を利用し、彼女の知らないところでWDHTの商業子会社でレンツホグがCEOを務めるWe Don't Have Time ABのために100万の資金を調達しようとした。トゥーンベリは会社から給料をもらうことはなかった。結局彼女はWDHTのボランティアアドバイザーを辞めることになり「どの団体の一部でもない。完全に独立していて、私のやってることは100パーセント無償である」と述べた。

## 抗議活動への関与・参加

### インド農民デモ
インド政府は、2020年9月に農業取引の自由化に関する法改正を施行した。これに対し、農民は農産物の価格低下につながることを警戒し、2020年11月26日からデモが始まり、2021年1月26日のデモにおいては死傷者が発生した。
インド政府は暴力を煽る目的のある投稿をしているツイッターアカウントの停止を要請し、アメリカのツイッター社は、2021年2月1日、複数のアカウントを停止した。これを受けて、各国の著名人からコメントが寄せられるようになり、トゥーンベリは2月3日、デモに連帯する旨のツイートを投稿した。その後、トゥーンベリは更に文書の添付されたツイートを投稿し、そのツイートにおいては、もし農民たちを助けたいならその文書を参照するよう呼びかけられていた。その文書は6ページにわたるもので、インド政府やインド企業への詳細な抗議方法、農民の服装、全世界のインド大使館でのデモ、ツイッターへの大量投稿、更に、インドの長年にわたる人権侵害を非難するキャンペーンが含まれ「インド政府に支援された暴力や虐殺を防止することが国際的な注目点の一つになる可能性がある」、と記されていた。
また、その文書とリンクしていた別の文書には、インドのナレンドラ・モディ首相について、「ファシストのイデオロギーに基づく強力な団体の一員であり、反イスラム教、反キリスト教およびヒンドゥー至上主義で知られる」と記されていた。トゥーンベリは、このツイートがリパブリック・メディア・ネットワークによって報道された一時間ほど後で、このツイートを削除した。この削除したツイートを巡り、2月4日現在、トゥーンベリに対して犯罪的陰謀の容疑でインドで調査が行われている。インド警察は2月15日、トゥーンベリが主導する運動のインド部門の22歳のリーダーを扇動の疑いで逮捕した。警察は扇動罪と犯罪的共謀に該当するとしている。扇動罪が確定すれば終身刑になる。警察はトゥーンベリがツイートに添付した「ツールキット」と呼ばれる文書は「間違った情報を流布し、合法的に発足した政府への不信感を生み出す。」と述べている 。

### ドイツの石炭採掘に対する抗議活動
2023年1月17日、ドイツのガルツヴァイラー鉱山で褐炭の採掘に反対する数千人規模の抗議活動に参加。一時、警察に身柄を拘束された。

### ノルウェーの風力発電所に対する抗議活動
2023年3月1日、ノルウェーの風力発電施設建設に対する抗議活動に参加。先住民（サーミ人）の団体や環境保護団体のメンバーらとノルウェー政府庁舎の入り口前に立ちふさがり抗議活動を行ったが、警察により排除されている。

### 石油タンカー航行への抗議
2023年6月14日から5日間、気候活動家団体「タ・ティルバカ・フラムタイデン（未来を取り戻せ）」の石油タンカー航行に対する抗議活動に参加した。スウェーデン南部の都市マルメにある港の入り口を5日間封鎖したが、6月19日午後、他の気候変動活動家らとともに警察に逮捕された。その後、警察による退去命令に従わなかったとして起訴された。同年7月24日、マルメの地方裁判所により2500クローナの罰金刑を言い渡された。判決後、マルメに戻って原油施設前で座り込みを行い、再び警察に排除された。これにより9月15日、再度起訴されたことが判明した。10月11日、罰金4500クローナの判決と犯罪被害者支援に関する基金への1000クローナ支払いが命じられた。

### エネルギー業界の会合への抗議
2023年10月17日、ロンドンのホテル「インターコンチネンタル・ロンドン・パーク・レーン」で開催されているエネルギー業界の年次会合「エネルギー・インテリジェンス・フォーラム」に対する抗議活動に参加し、他の参加者らとともにホテルの入口を封鎖。その後、警察に逮捕された。同月18日、路上の往来を妨げたとして公序法違反の罪で刑事訴追された。2024年2月2日、ロンドンの裁判所は、警察がデモ参加者を逮捕する前に課していた条件は「非常に不明確で、合法性が認められない」とし、「従っていなかったとしても、罪を犯したことにはならない」としてグレタら訴追された5人全員に無罪を言い渡した。

### ガザ地区での紛争への抗議
2023年10月20日、2023年パレスチナ・イスラエル戦争に関し、X（旧Twitter）において「パレスチナとガザに連帯してストライキを行っている」と投稿し、即時停戦とパレスチナ人・すべての民間人の解放を求めるメッセージを発信した。この投稿に対してイスラエル国防軍の報道官は「自らをグレタと同一視する者はテロ支援者だ」と指摘し、またイスラエルに対する攻撃に触れていないことを批判し、彼女の投稿はイスラム主義勢力の犯罪を隠蔽する行為に他ならないと表明した。
2024年5月11日、スウェーデンのマルメで行われた「ユーロビジョン・ソング・コンテスト2024」で、イスラエルの歌手エデン・ゴランが決勝ラウンドに進出した際、会場付近で数千人の親パレスチナのデモ隊と共にイスラエルを排除するよう要求し、警察と衝突して逮捕された。
2024年9月4日には、デンマークのコペンハーゲン大学において、活動家グループと共にイスラエルの大学に対する学術ボイコットを求めて大学の建物を占拠し、警察に身柄を拘束された。
2025年6月1日、NGO団体であるフリーダム・フローティラ連合（FFC）が仕立てた支援船に乗り込み、イタリアのシチリア島からガザ地区を目指した。同年6月8日、イスラエルの国防相は、船の到着を阻止するよう軍に指示した。同日、トゥーンベリは関係者のSNSを通じて事前に撮影されたとみられる映像を公開。この中で「公海上でイスラエル軍に拿捕、拉致された」と述べ、スウェーデン政府に対し解放を求めて圧力をかけるよう呼びかけた。10日に空路でスウェーデンに送還された。

### スウェーデン国会議事堂前への座り込み
2024年3月11日から14日、環境活動家数十人と共に、気候変動による影響と政治的無為への批判のため、スウェーデンの国会議事堂の正面玄関前で座り込み、抗議活動を行った。
その後、警察の退去命令に従わなかったため強制的に移動させられ、起訴されて裁判にかけられた。5月8日、ストックホルム地方裁判所により6000スウェーデン・クローナの罰金と1000スウェーデン・クローナの損害賠償を支払うよう命じられた。

### 化石燃料補助金に対する抗議活動
2024年10月5日、ベルギーのブリュッセル行われた化石燃料への補助金支出に反対する抗議活動に参加。数十人の参加者と共に座り込みを行っている最中に当局に拘束された。

## 著書
- Ernman, Malena; Thunberg, Greta; Thunberg, Svante; Ernman, Beata (23 August 2018) (スウェーデン語). Scenes from the Heart (first ed.). Stockholm: Bokförlaget Polaris
- Thunberg, Greta; Thunberg, Svante; Ernman, Malena; Ernman, Beata (17 March 2020) [12 December 2018] (英語). Our House Is on Fire: Scenes of a Family and a Planet in Crisis. London: Penguin Books.  ISBN 052550737X, ISBN 978-0143133575, OCLC 1144789910 .
  - 和訳書：グレタ・トゥーンベリ、スヴァンテ・トゥーンベリ（英語版）、マレーナ・エルンマン、ベアタ・エルンマン 著、羽根由、寺尾まち子 訳『グレタ たったひとりのストライキ』海と月社、2019年9月30日（原著2018年12月12日）。ISBN 4-903212-68-8、ISBN 978-4-903212-68-5、OCLC 1183320948 。

## 映画
- グレタ ひとりぼっちの挑戦 - 2020年公開のドキュメンタリー映画。

## 関連文献
- Blackwell, Geoff; Hobday, Ruth (24 March 2020) (英語). I Know This to Be True: Greta Thunberg: On Truth, Courage, and Saving Our Planet. Chronicle Books 1. San Francisco: Chronicle Books.  ASIN B084H41VZF、ISBN 1922351016、ISBN 9781922351012 .
  - 和訳書：ジェフ・ブラックウェル、ルース・ホブデイ 著、橋本恵 訳『グレタ・トゥーンベリ─信念は社会を変えた！』あすなろ書房、2020年6月18日（原著2020年3月24日）。ISBN 4-7515-3001-1、ISBN 978-4-7515-3001-6、OCLC 1194893386 。